# Hellerup Sejlklub
Hellerup Sejlklub er en sejlklub i Hellerup (Gentofte kommune), nord for København. Klubben er stiftet i 1915, og klubben har derfor 100-års fødselsdag i 2015.

## Historie
Hellerup Sejlklub blev stiftet omkring den 28. september 1915, og klubbens stander blev allerede efter et par år skiftet til den nuværende. Hellerup Sejlklub har pt. (2014) mellem 900 og 1000 medlemmer, hvilket gør den til en af Danmarks største sejlklubber. Klubbens medlemmer har også vundet en række OL-medaljer, 13 stk. i alt.

## Afdelinger
Hellerup Sejlklub er delt op i forskellige afdelinger, som tager sig af forskellige aldersgrupper.

### Juniorafdelingen
I Hellerup Sejlklubs juniorafdeling, som er en af landets ældste juniorafdelinger, bliver børn og unge uddannet til sejlere. Der har gennem lang tid været navigationsundervisning i sejlklubben, og der deltager ofte sejlere fra Hellerup Sejlklubs juniorafdeling i de internationale kapsejladser. Sejladserne sker i sejlklubbens 6 ynglinge, 20 optimistjoller, 29'er-joller, FEVA-joller og laser.

### Seniorafdelingen
Seniorafdelingen består af en seniorsejlerskole (stiftet 1974), som har til formål at lære seniormedlemmer at sejle, både teoretisk og praktisk. Der sejles i vore 10 Monark 606. og i vores "store" både, som p.t. er: en Drabant 24, en X-79 og en Albin Ballad.

## OL-medaljer

### Guld
- 1948 – Paul Elvstrøm
- 1952 – Paul Elvstrøm
- 1956 – Paul Elvstrøm
- 1960 – Paul Elvstrøm
- 1964 – Ole Berntsen, Chr. Bülow og Ole Poulsen
- 1988 – Jørgen Bojsen-Møller

### Sølv
- 1956 – Ole Berntsen, Chr. Bülow og Cyril Andresen
- 1960 – Wiliam Berntsen, Steen Christensen og Søren Hancke
- 1960 – Hans Fogh og Ole Gunnar Petersen

### Bronze
- 1948 – Ole Berntsen, William Berntsen og Klaus Baess
- 1964 – Henning Wind
- 1992 – Jørgen Bojsen-Møller og Jens Bojsen-Møller
- 2004 – Christina Otzen

## Formænd
- 1915-1918 – Th. D. Dreyer
- 1918-1920 – Poul Melton
- 1920-1921 – Volmer Egeriis
- 1921-1923 – Heinrich Frings
- 1923-1924 – Julius Møllegaard
- 1924-1929 – Helmuth Schledermann
- 1929-1935 – Hugo Marx Niels
- 1935-1937 – Percy Ipsen
- 1937-1942 – Hans Schrader
- 1942-1945 – Michael Sinding
- 1945-1960 – Kai Middelboe
- 1960-1968 – Louis Jørgensen
- 1968-1977 – Erik Knudsen
- 1977-1980 – Mogens Reesen
- 1980-1982 – Erik C. Stærmose
- 1982-1989 – Jan Gottschalck-Andersen
- 1989-1993 – Bjarne Weng
- 1993-2007 – Jan Gottschalck-Andersen
- 2007- 2013 – Thorkild Pedersen
- 2013 - 2016 – Jesper Kamp Nielsen
- 2016 Marie Dela Johnsen